# جاك وليامز (عسكري)
جاك وليامز (بالإنجليزية: Jack Williams)‏ هو عسكري أمريكي، ولد في 18 أكتوبر 1924 في هاريسون في الولايات المتحدة، وتوفي في 3 مارس 1945 في آيوو جيما في اليابان.